# Bartomeu Rosselló-Pòrcel
Bartomeu Rosselló-Pòrcel (Palma de Mallorca, 13 de agosto de 1913-Brull, Barcelona, 5 de enero de 1938) fue un poeta y traductor español. Publicó buena parte de su obra en lengua catalana y murió prematuramente en plena guerra civil. 

## Biografía
Perteneciente a una familia modesta, estudió el bachillerato en el Instituto de Palma, donde fue discípulo de Gabriel Alomar. En su juventud publicó numerosos artículos de tipo cultural.
Estudió Filosofía y Letras en Barcelona. Fue alumno de Carles Riba y de Joan Coromines y compañero de Salvador Espriu, a quien dedicó su obra Imitació del foc y con quien trabó una estrecha amistad; ambos participaron en el célebre crucero universitario por el Mediterráneo de 1933. Vivió en la Residencia de Estudiantes de Cataluña, donde organizó la biblioteca y dirigió ediciones de poesía. En 1930 publicó la Antología de poetas mallorquines.   
En Madrid aprendió el oficio de tipógrafo y entró en contacto con los editores de la revista Cruz y raya y algunos de los grandes poetas de la generación del 27. 
Con el inicio de la guerra civil española se alistó en el ejército republicano. Enfermo de tuberculosis, ingresó en el sanatorio del Brull, en Osona, donde murió en los primeros días de 1938 a la edad de 24 años. Sus restos serían trasladados a Mallorca cuarenta años después.
Su muerte prematura le convirtió en el símbolo de una generación perdida y en una figura esencial de la primera mitad del siglo XX. Su poética, de gran rigor formal, se reúne en Nou poemes (1933), Quadern de sonets (1934) e Imitació del foc (1938, póstumo). Su estilo surrealista y simbolista choca con las formas clásicas que utiliza en Quadern de sonets. En Imitació del foc construye su propio estilo orientado hacia la vanguardia y el neopopularismo infantil. Aun así siempre guarda un cierto pesimismo ante la vida (debido a la enfermedad que sufrió) y un amor incondicional por Mallorca. Su obra poética completa fue recogida en un solo volumen en 1949. 
La cantante Maria del Mar Bonet incluye en sus recitales varios poemas suyos ("Inici de campana", "Sonet", "En la meva mort", "Sóller", "A Mallorca durant la guerra civil", etc.), musicados en distintas etapas: disco de 1971, disco de 1974 (en el que colaboran el músico y cantautor Hilario Camacho y el pintor Joan Miró en la creación de la portada) y para conmemorar el centenario de Rosselló-Pòrcel en Fira encesa (2013).